# Campionati francesi di sci alpino 1997
I Campionati francesi di sci alpino 1997 si svolsero all'Alpe d'Huez dal 22 al 28 marzo. Il programma incluse gare di discesa libera, supergigante, slalom gigante, slalom speciale e combinata, sia maschili sia femminili.
Trattandosi di competizioni valide anche ai fini del punteggio FIS, vi parteciparono anche sciatori di altre federazioni, senza che questo consentisse loro di concorrere al titolo nazionale francese.

## Risultati

### Uomini

#### Discesa libera
| Pos. | Atleta                | Nazione     | Tempo   |
| ---- | --------------------- | ----------- | ------- |
| 1    | Luc Alphand           | Francia     | 1:23,67 |
| 2    | Antoine Dénériaz      | Francia     | 1:24,02 |
| 3    | Jean-Luc Crétier      | Francia     | 1:24,20 |
| 4    | Vincent Blanc         | Francia     | 1:24,22 |
| 5    | Claude Crétier        | Francia     | 1:24,48 |
| 6    | Benjamin Melquiond    | Francia     | 1:24,53 |
| 7    | Stéphane Aubonnet     | Francia     | 1:24,61 |
| 8    | Andrew Freshwater     | Regno Unito | 1:24,70 |
| 9    | Cédric Chanteloup     | Francia     | 1:24,84 |
| 10   | Frédéric Marin-Cudraz | Francia     | 1:24,97 |

Data: 27 marzo

#### Supergigante
| Pos. | Atleta                   | Nazione | Tempo   |
| ---- | ------------------------ | ------- | ------- |
| 1    | Benjamin Melquiond       | Francia | 1:26,21 |
| 2    | Antoine Dénériaz         | Francia | 1:26,62 |
| 3    | Sébastien Fournier-Bidoz | Francia | 1:26,69 |
| 4    | Luc Alphand              | Francia | 1:26,70 |
| 5    | Ian Piccard              | Francia | 1:27,02 |
| 6    | Frédéric Marin-Cudraz    | Francia | 1:27,26 |
| 7    | Vincent Blanc            | Francia | 1:27,58 |
| 8    | Nicolas Burtin           | Francia | 1:27,95 |
| 9    | Patrice Manuel           | Francia | 1:28,39 |
| 10   | Robin Marullaz           | Francia | 1:28,48 |

Data: 28 marzo

#### Slalom gigante
| Pos. | Atleta                   | Nazione | Tempo   |
| ---- | ------------------------ | ------- | ------- |
| 1    | Ian Piccard              | Francia | 1:44,18 |
| 2    | Joël Chenal              | Francia | 1:44,50 |
| 3    | Christophe Saioni        | Francia | 1:45,14 |
| 4    | Sébastien Amiez          | Francia | 1:45,20 |
| 5    | Gregory Guignier         | Francia | 1:45,22 |
| 6    | Aymeric Simon            | Francia | 1:45,51 |
| 7    | Sébastien Fournier-Bidoz | Francia | 1:45,85 |
| 8    | Stéphane Exartier        | Polonia | 1:45,93 |
| 9    | Christophe Gilbert       | Francia | 1:45,95 |
| 10   | Frédéric Covili          | Francia | 1:45,96 |

Data: 22 marzo

#### Slalom speciale
| Pos. | Atleta                 | Nazione | Tempo   |
| ---- | ---------------------- | ------- | ------- |
| 1    | Éric Rolland           | Francia | 1:41,32 |
| 2    | Kévin Page             | Francia | 1:42,68 |
| 3    | Gaëtan Llorach         | Francia | 1:42,88 |
| 4    | Max Ancenay            | Francia | 1:43,23 |
| 5    | Romain Valla           | Francia | 1:43,78 |
| 6    | Stéphane Exartier      | Polonia | 1:44,81 |
| 7    | Jérôme Schandené       | Francia | 1:45,58 |
| 8    | Frédéric Covili        | Francia | 1:45,59 |
| 9    | Mathias Collomb-Patton | Francia | 1:46,57 |
| 10   | Claude Crétier         | Francia | 1:47,83 |

Data: 23 marzo

#### Combinata
| Pos. | Atleta         | Nazione |
| ---- | -------------- | ------- |
| 1    | Gaëtan Llorach | Francia |
| 2    | ?              | ?       |
| 3    | ?              | ?       |

### Donne

#### Discesa libera
| Pos. | Atleta                | Nazione | Tempo   |
| ---- | --------------------- | ------- | ------- |
| 1    | Régine Cavagnoud      | Francia | 1:28,83 |
| 2    | Florence Masnada      | Francia | 1:28,41 |
| 3    | Mélanie Suchet        | Francia | 1:28,44 |
| 4    | Leatitia Dalloz       | Francia | 1:28,65 |
| 5    | Marianne Bréchu       | Francia | 1:29,07 |
| 6    | Alexandra Zimmermann  | Francia | 1:29,26 |
| 7    | Ingrid Jacquemod      | Francia | 1:29,87 |
| 8    | Fanny Marullaz        | Francia | 1:30,35 |
| 9    | Eloïse Bernard        | Francia | 1:30,78 |
| 10   | Caroline Pellat-Finet | Francia | 1:30,81 |

Data: 27 marzo

#### Supergigante
| Pos. | Atleta           | Nazione | Tempo   |
| ---- | ---------------- | ------- | ------- |
| 1    | Carole Montillet | Francia | 1:30,99 |
| 2    | Marianne Bréchu  | Francia | 1:31,01 |
| 3    | Florence Masnada | Francia | 1:31,25 |
| 4    | Leatitia Dalloz  | Francia | 1:31,42 |
| 5    | Régine Cavagnoud | Francia | 1:32,04 |
| 6    | Mélanie Suchet   | Francia | 1:32,29 |
| 7    | Fanny Marullaz   | Francia | 1:33,32 |
| 8    | Vanessa Vidal    | Francia | 1:33,77 |
| 9    | Chloé Georges    | Francia | 1:34,11 |
| 10   | Karine Meilleur  | Francia | 1:34,26 |

Data: 28 marzo

#### Slalom gigante
| Pos. | Atleta                   | Nazione | Tempo   |
| ---- | ------------------------ | ------- | ------- |
| 1    | Sophie Lefranc-Duvillard | Francia | 1:36,25 |
| 2    | Régine Cavagnoud         | Francia | 1:38,22 |
| 3    | Florence Masnada         | Francia | 1:38,66 |
| 4    | Marianne Bréchu          | Francia | 1:38,72 |
| 5    | Leïla Piccard            | Francia | 1:38,93 |
| 6    | Kristina Duvillard       | Francia | 1:39,18 |
| 7    | Fujiko Sekino            | Francia | 1:39,22 |
| 8    | Ingrid Jacquemod         | Francia | 1:39,31 |
| 9    | Sandra Melot             | Francia | 1:39,70 |
| 10   | Carole Montillet         | Francia | 1:39,79 |

Data: 23 marzo

#### Slalom speciale
| Pos. | Atleta                | Nazione | Tempo   |
| ---- | --------------------- | ------- | ------- |
| 1    | Christel Pascal       | Francia | 1:50,68 |
| 2    | Vanessa Vidal         | Francia | 1:51,60 |
| 3    | Laure Pequegnot       | Francia | 1:51,96 |
| 4    | Céline Dole           | Francia | 1:53,95 |
| 5    | Céline Martin         | Francia | 1:54,07 |
| 6    | Carole Viallet        | Francia | 1:55,00 |
| 7    | Stéphanie Clément-Guy | Francia | 1:55,51 |
| 8    | Stéphanie Churlet     | Francia | 1:55,56 |
| 9    | Virginie Béranger     | Francia | 1:55,68 |
| 10   | Katy Chenal           | Francia | 1:56,05 |

Data: 22 marzo

#### Combinata
| Pos. | Atleta        | Nazione |
| ---- | ------------- | ------- |
| 1    | Vanessa Vidal | Francia |
| 2    | ?             | ?       |
| 3    | ?             | ?       |